# Carnet de bord de Greg Heffley
Carnet de bord de Greg Heffley est le premier tome de la série Journal d'un dégonflé. Il a été écrit et illustré par Jeff Kinney. Le livre, sorti le 1er avril 2007, est publié en français le 20 août 2009.

## Contexte de publication
En mai 2004, Funbrain et Jeff Kinney publient une version en ligne de Diary of a Wimpy Kid. Le site Web effectue des entrées quotidiennes jusqu'en juin 2005. Le livre en ligne devient un succès immédiat et est consulté environ 20 millions de fois en 2007. De nombreux lecteurs en ligne demandent une version imprimée. Lors du Comic Con de New York de 2006, Kinney propose Diary of a Wimpy Kid à Charles Kochman, directeur éditorial de la division ComicArts d'Abrams Books, qui achète les droits du livre. Selon Kochman, les deux hommes l'ont initialement conçu comme un livre pour adultes, pensant qu'il plairait à un public similaire à celui de la série télévisée The Wonder Years. Kochman l'a présenté au comité de publication d'Abrams, qui a convaincu Kinney et Kochman qu'il serait plus judicieux de l'adresser aux enfants,. En 2007, Journal d'un dégonflé, une version abrégée du livre original en ligne, est publié ,.

## Réception
Le livre remporte le Blue Peter Book Award 2012, révélé en direct sur la chaîne pour enfants britannique CBBC le 1er mars 2012. En 2012, il est classé numéro 76 sur une liste des 100 meilleurs romans pour enfants publiée par le School Library Journal.

## Contenu
- Si vous ne connaissez pas le sujet, laissez ce bandeau (vous pouvez alors contacter les auteurs).
- Si vous supprimez le contenu mis en cause (vous pouvez préalablement contacter les auteurs),

argumentez précisément cette suppression dans la page de discussion
(un manque de référence n'est pas un argument ; une recherche réelle de référence doit avoir été effectuée, être formellement documentée).

### Septembre
Le personnage principal est Greg Heffley, un adolescent de douze ans à qui sa mère a offert un journal intime sur lequel il ne veut surtout pas retracer ses pensées. Greg est le puîné d'une fratrie de trois garçons. Son frère aîné Rodrick passe son temps à lui jouer des sales tours et son petit frère Manu est un enfant gâté. Greg et ses frères vivent avec leurs parents, Frank et Susan. Greg explique qu'il écrit dans son journal seulement pour une bonne raison, pouvoir vendre ses essais et devenir riche et célèbre.
Le premier jour de collège de Greg est ponctué de difficultés, entre le siège qu'il doit choisir et sur lequel il restera toute l'année, ses difficultés avec Robert Jefferson, son meilleur ami, qui est aussi très enfantin et un fromage décomposé sur le terrain de basket qui colle une mauvaise réputation à celui qui le touche. Frank demande à Greg de sortir de la maison et de faire un peu d'exercice, mais Greg préfère aller jouer aux jeux vidéos chez Robert et faire croire qu'il a transpiré. Greg parle également des punitions que son frère aîné Rodrick et lui ont eues. Rodrick fait partie d'un groupe de rock qu'il a créé lui-même et qu'il a appelé "Les couches crasseuses" mais il a laissé Manu utiliser un magazine de nu féminin et Greg a volé un cd de son frère pour l'écouter en pleine nuit sans brancher un casque, diffusant toute la musique à fond dans la maison. Par ailleurs, Greg perd les élections de délégué de classe, au profit de son rival Marty sur lequel il avait écrit des commentaires désobligeants.

### Octobre
Ce sont les fêtes d'Halloween, qui sont à la fois les préférées de Greg et de son père Frank. Greg a une idée pour se faire de l'argent, après une expérience traumatisante et en parle à Robert. Ce dernier n'est pas réellement intéressé, parce que sa mère lui a préparé un costume de chevalier à la place. Avec Robert et un autre garçon, Jeremy Mitchell, Greg, Frank et les pères des deux précédents accompagnent Manu à une tournée de bonbons. Greg et Robert se disputent tous les deux, mais finissent par se réconcilier quand des adolescents les aspergent avec de la neige carbonique. Pour leur échapper, ils se réfugient chez la grand-mère de Greg , chez qui ils comptent passer la nuit, mais Susan demande à son fils de rentrer à la maison. Sur le chemin du retour, les deux amis sont arrosés par Frank, qui les a confondus avec des adolescents.

### Novembre
Greg rejoint l'équipe de catch du collège et se retrouve à travailler avec Freddy. Il est si frustré de son poids qu'il décide de gagner du muscle. Un peu plus tard, il veut tricher à un test de géographie mais à cause de la première de la classe, Patty Farrel, il ne le peut pas. Sa mère lui parle alors d'une adaptation théâtrale du Magicien d'Oz, dans laquelle il joue, principalement parce qu'il interprétera un arbre et qu'il pourra jeter des pommes sur Patty, qui incarnera Dorothy. Mais il est déçu en apprenant que finalement, les arbres ne pourront pas jeter de pommes et qu'il ne pourra pas se désinscrire de la pièce.

### Décembre
À l'approche des fêtes de Noël, Greg est très énervé car il devra en plus chanter un morceau musical. Le jour de la représentation arrive et lorsque Manu l'appelle "Golly", Greg en profite pour rediriger le surnom vers un autre élève. Sa mère est quand même en colère car il a finalement pu jeter des pommes sur Patty, brisant ses lunettes au passage. Pour Noël, Greg veut seulement un jouet. Il raconte qu'il y a quelques années, son oncle lui a offert une poupée qu'il a gardée, jusqu'à ce qu'il se l'enfonce dans le nez. Greg ne reçoit pas les cadeaux qu'il espérait et pire encore, blesse Manu, dont il se promet de ne plus jouer avec.

### Janvier
Greg casse accidentellement le bras de Robert, qui se retrouve plâtré et par conséquent, chouchouté par les filles. Greg veut d'abord donner des cours particuliers à des enfants plus jeunes, mais atterrit finalement en tant que patrouilleur, où avec Robert, ils doivent escorter les petits chez eux, en échange de chocolat chaud gratuit à volonté et des cours d'algèbre en moins.

### Février
Greg et Robert veulent s'amuser dans la neige, mais leur plan ne se passe pas comme prévu. Ils se lancent ensuite dans la création d'une BD dans le cadre d'un concours. Greg gagne, mais le vice-principal change le contenu et il devient alors la risée des élèves.

### Mars
Parce qu'il portait le manteau de Robert, Greg a été confondu avec lui par une voisine qui l'a vu en train de terroriser des petits. Robert est finalement innocenté, et obtient une promotion, mais il ne veut plus parler à Greg, lequel est alors démis de ses fonctions.

### Avril
Greg est jaloux de la nouvelle amitié de Robert quand un autre garçon propose à ce dernier de l'inviter chez lui à l'occasion d'une soirée pyjama. Il veut dans un premier temps inviter chez lui Freddy, mais regrette son choix et part se cacher dans la chambre de Rodrick. Il décide de regagner en popularité afin de devenir le clown de la classe.

### Mai
Greg veut pour cela se moquer du professeur remplaçant, mais il renonce quand il découvre qu'il s'agit de sa mère. Ensuite, il se rend compte que la BD de Robert est très populaire,mais ce dernier refuse de le citer. Les deux garçons en viennent presque aux mains, quand les adolescents d'Halloween recroisent leur chemin et forcent Robert à manger le fromage. Comme le fromage n'est plus sur le terrain de basket le lendemain, Greg dit qu'il l'a jeté, et par conséquent, porte sur lui la marque du fromage, le conduisant à l'isolement.

### Juin
C'est le dernier mois de l'année scolaire. Greg se réconcilie avec Robert, pendant qu'un de leurs amis, Chirag, déménage. Greg a toujours la marque sur le fromage mais il jure de dire ce qui s'est réellement passé si Robert prend la grosse tête.